# Parti communiste de l'Équateur

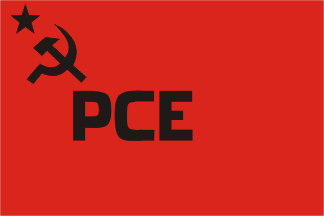
Drapeau du Parti communiste de l'Équateur

Le Parti communiste de l'Équateur est un Parti politique équatorien, fondé en mai 1926 à Quito (avec la participation de délégation venues de 13 provinces du pays) sous le nom de Parti socialiste de l'Équateur (PSE). La déclaration de principes du PSE prévoit alors le gouvernement du peuple par le peuple: la dictature des ouvriers, paysans et soldats, qui devra s'assurer de la destruction complète de l'ordre capitaliste. Le PSE décide en mai 1928, dans des conditions confuses, de demander son adhésion à l'Internationale communiste, adhésion qui sera acceptée le 3 novembre de cette même année. En 1931, les tensions au sein du PSE à la suite de l'adoption par l'Internationale communiste de la ligne dite « classe contre classe » et des directives de bolchévisation du Parti conduisent plusieurs dirigeants du PSE à quitter le Parti. Ces dirigeants dénoncent la « dégénération bureaucratique » de l'Internationale Communiste, qui analyserait insuffisamment les réalités nationales de chaque pays, et « lance des résolutions dogmatiques, élaborées sur un bureau près du pôle Nord, quand nos réalités sont près du pôle Sud ». Le deuxième congrès du PSE décide d'adopter le nom de Parti communiste de l'Équateur, tandis que les dirigeants et militants non communistes de l'ex-PSE refondent en 1933 le Parti socialiste de l'Équateur, hors de l'Internationale Communiste. Le Parti communiste continue par la suite à jouer un rôle dans la vie politique équatorienne, notamment par son influence dans les syndicats ouvriers ou dans la FEI, fondée en 1944.
En 1964, dans le contexte de la rupture sino-soviétique, le PCMLE, maoïste, se sépare du PCE. À partir de 2007, le PCE soutient le gouvernement de Rafael Correa. Le secrétaire général des Jeunesses communistes, Edwin Pérez, est tué en novembre 2010 dans un attentat d'un groupe d'extrême droite.